# فرودگاه برج مختار
فرودگاه برج مختار (به انگلیسی: Bordj Mokhtar Airport) یک فرودگاه همگانی با کد یاتا BMW است که یک باند فرود آسفالت دارد و طول باند آن ۳۰۰۰ متر است. این فرودگاه در کشور الجزایر قرار دارد و در ارتفاع ۳۹۷ متری از سطح دریا واقع شده‌است.

## شرکت‌های هواپیمایی و مقصدهای پروازی
The only airline currently operating regular flights to/from the airport is هواپیمایی الجزایر.
| شرکت‌های هواپیمایی | مقصدهای پروازی                                     |
| ----------------- | -------------------------------------------------- |
| هواپیمایی الجزایر | توئات-شیخ سیدی محمد بالکبیر، اگونار – هج بی اخاموک |